# Underworld (Band)
Underworld ist der Hauptname des britischen Elektronik-Duos Karl Hyde und Rick Smith. Ab 1991 gehörte auch der DJ Darren Emerson zur Gruppe, die er im Jahre 2000 aber wieder verließ.

## Geschichte
Nach diversen Erfahrungen in Schülerbands, die u. a. auch 1979 die Single Teenage Teenage unter dem Projektnamen Screen Gemz hervorbrachte, bildeten Karl Hyde und Rick Smith Anfang der 80er Jahre mit Bryn B. Burrows, John Warwicker und Alfie Thomas die Band Freur, die es auf zwei LPs (Doot Doot 1983 und Get Us Out of Here 1984) brachte, wobei mit Doot Doot ein kleiner Single-Erfolg gelang. Nach Querelen mit der Plattenfirma (CBS), die bereits das zweite Album nur in wenigen Ländern auf den Markt brachte und die die ursprünglich geplante Veröffentlichung als CD zurückzog, löste sich Freur 1985 auf. Der rudimentäre Soundtrack Transmutations Underworld Score für einen Film von Clive Barker wurde nicht mehr beendet, war jedoch namensgebend für ihr nächstes Projekt.
Unter dem Namen Underworld veröffentlichten die verbliebenen Musiker Hyde, Smith, Thomas und Burrows zwei Alben (Underneath the Radar 1988 und Change the Weather 1989) mit mäßigem Erfolg. Das erste der beiden rocklastigen Alben war von Rupert Hine produziert worden, welcher den Musikern später den Rat gab, sich doch auf das zu konzentrieren, was ihnen wirklich am Herzen lag, nämlich progressive Dancefloor-Musik. Karl und Rick revanchierten sich später mit progressivem Sound auf dem Rupert-Hine-Album The Deep End, an dem sie mitschrieben und -produzierten. Die Gruppe Underworld löste sich nach Change the Weather auf. Damit wurde die Phase MK1 beendet.
Nachdem Hyde und Smith den Londoner DJ Darren Emerson kennengelernt und gemeinsame Projekte mit ihm begonnen hatten, veröffentlichten sie zunächst unter dem Namen Lemon Interupt zwei Singles, deren Material später maßgeblich in das Album Dubnobasswithmyheadman (1994) einfloss. Smith und Emerson produzierten zur gleichen Zeit unter dem Projektnamen Steppin' Razor Remixes für diverse andere Künstler.
Es folgte die Gründung des Design- und Kunstprojektes Tomato, welches unter anderem sehr erfolgreich extravagante und bemerkenswerte Werbespots (z. B. für Nike) produzierte. Tomato sind auch heute noch hauptverantwortlich für die Artworks der Underworld-Alben.
Finanziell durch Tomato unabhängig erfolgte der Relaunch von Underworld (Phase MK2) mit dem Album Dubnobasswithmyheadman (1994). Dieses Album verband Dance- und Rockstyle miteinander und wurde von Kritikern hoch gelobt und zugleich ein beachtlicher kommerzieller Erfolg. Underworld produzierte 1995 einen Exklusivtrack für das PlayStation-Spiel Wipeout. Mit der Wiederveröffentlichung der Single Born Slippy (bekannt aus dem Soundtrack zum Film Trainspotting – Neue Helden) wurde Underworld einem breiten Publikum bekannt (UK Singlecharts Platz 2), was sich auch in den Verkaufszahlen des Albums Second Toughest in the Infants (1996) niederschlug. Mit dem Album Beaucoup Fish (1999) erzielten sie dann ihren bislang größten Erfolg.
2001 wurde der Titel Doot Doot im Film Vanilla Sky mit Tom Cruise verwendet; allerdings ist der Titel nicht auf dem Soundtrack erschienen. Nach dem Ausstieg von Darren Emerson änderte sich auch der Sound von Underworld, er wurde zunehmend experimenteller und komplexer. Dies deutete sich bereits im 2002 erschienenen Album A Hundred Days Off an und gipfelte in den kaum kommerziellen oder gar dancefloortauglichen River Run Series, welche lediglich als digitale Downloads über die eigene Webseite vermarktet wurden.
2007 folgte das Album Oblivion with Bells. Obgleich ein echter Charterfolg in Europa und den USA ausblieb, sind Underworld in Japan äußerst populär und veröffentlichten viele CDs ausschließlich dort. Konzertmitschnitte ihrer Tournee in Japan und Europa 2007 und 2008 wurden im Anschluss als CD-Mitschnitt verkauft. Ein Höhepunkt des Jahres 2008 war der Auftritt auf der Loveparade am 19. Juli in Dortmund. Für Anthony Minghellas Film Breaking and Entering – Einbruch & Diebstahl (2006) komponierte Underworld gemeinsam mit Gabriel Yared die Filmmusik.
2010 kehrten Underworld mit dem Album Barking und der Vorabsingle Scribble zurück. Das vergleichsweise melodiös geratene Album wurde von Acts wie Dubfire, Mark Knight & D. Ramirez, High Contrast und Paul van Dyk co-produziert. Bei den in London stattfindenden Olympischen Sommerspielen 2012 waren Underworld musikalische Leiter der Eröffnungsfeier.
2018 nahmen Underworld gemeinsam mit Iggy Pop eine Platte auf. 2019 wurde das Album Drift veröffentlicht.

## Diskografie

### Studioalben
| Jahr | Titel                                     | Höchstplatzierung, Gesamtwochen, AuszeichnungChartplatzierungen (Jahr, Titel, Platzierungen, Wochen, Auszeichnungen, Anmerkungen) | Höchstplatzierung, Gesamtwochen, AuszeichnungChartplatzierungen (Jahr, Titel, Platzierungen, Wochen, Auszeichnungen, Anmerkungen) | Höchstplatzierung, Gesamtwochen, AuszeichnungChartplatzierungen (Jahr, Titel, Platzierungen, Wochen, Auszeichnungen, Anmerkungen) | Höchstplatzierung, Gesamtwochen, AuszeichnungChartplatzierungen (Jahr, Titel, Platzierungen, Wochen, Auszeichnungen, Anmerkungen) | Höchstplatzierung, Gesamtwochen, AuszeichnungChartplatzierungen (Jahr, Titel, Platzierungen, Wochen, Auszeichnungen, Anmerkungen) | Anmerkungen                              |
| Jahr | Titel                                     | DE | AT | CH | UK | US | Anmerkungen                              |
| ---- | ----------------------------------------- | --- | --- | --- | --- | --- | ---------------------------------------- |
| 1988 | Underneath the Radar                      | — | — | — | — | US139 (19 Wo.)US | Erstveröffentlichung: 16. Februar 1988   |
| 1989 | Change the Weather                        | — | — | — | — | — | Erstveröffentlichung: 4. September 1989  |
| 1994 | Dubnobasswithmyheadman                    | — | — | — | UK12 Gold · (8 Wo.)UK | — | Erstveröffentlichung: 24. Januar 1994    |
| 1996 | Second Toughest in the Infants            | — | — | — | UK9 Gold · (34 Wo.)UK | — | Erstveröffentlichung: 11. März 1996      |
| 1999 | Beaucoup Fish                             | DE22 (7 Wo.)DE | AT36 (4 Wo.)AT | CH46 (1 Wo.)CH | UK3 Gold · (22 Wo.)UK | US93 (5 Wo.)US | Erstveröffentlichung: 1. März 1999       |
| 2002 | A Hundred Days Off                        | DE34 (2 Wo.)DE | AT57 (1 Wo.)AT | CH64 (2 Wo.)CH | UK16 (4 Wo.)UK | US122 (1 Wo.)US | Erstveröffentlichung: 16. September 2002 |
| 2007 | Oblivion with Bells                       | DE76 (1 Wo.)DE | — | — | UK45 (2 Wo.)UK | US169 (1 Wo.)US | Erstveröffentlichung: 3. Oktober 2007    |
| 2010 | Barking                                   | DE73 (2 Wo.)DE | — | CH60 (1 Wo.)CH | UK26 (2 Wo.)UK | US151 (1 Wo.)US | Erstveröffentlichung: 2. September 2010  |
| 2016 | Barbara Barbara, We Face a Shining Future | DE44 (1 Wo.)DE | AT50 (1 Wo.)AT | CH51 (1 Wo.)CH | UK10 (2 Wo.)UK | US200 (1 Wo.)US | Erstveröffentlichung: 18. März 2016      |
| 2019 | Drift Series 1                            | — | — | — | UK68 (1 Wo.)UK | — | Erstveröffentlichung: 1. November 2019   |
| 2024 | Strawberry Hotel                          | — | — | CH73 (1 Wo.)CH | UK43 (1 Wo.)UK | — | Erstveröffentlichung: 25. Oktober 2024   |

### Livealben
| Jahr | Titel                                   | Höchstplatzierung, Gesamtwochen, AuszeichnungChartplatzierungen (Jahr, Titel, Platzierungen, Wochen, Auszeichnungen, Anmerkungen) | Höchstplatzierung, Gesamtwochen, AuszeichnungChartplatzierungen (Jahr, Titel, Platzierungen, Wochen, Auszeichnungen, Anmerkungen) | Höchstplatzierung, Gesamtwochen, AuszeichnungChartplatzierungen (Jahr, Titel, Platzierungen, Wochen, Auszeichnungen, Anmerkungen) | Anmerkungen                             |
| Jahr | Titel                                   | DE | UK | US | Anmerkungen                             |
| ---- | --------------------------------------- | --- | --- | --- | --------------------------------------- |
| 2000 | Underworld Live: Everything, Everything | DE37 (4 Wo.)DE | UK22 (3 Wo.)UK | US192 (1 Wo.)US | Erstveröffentlichung: 4. September 2000 |

Weitere Livealben
- 2005: Live in Tokyo 25th November 2005
- 2007: Birmingham Academy 9.10.2007
- 2007: Glasgow Academy 13.10.2007
- 2007: Manchester Apollo 16.10.2007
- 2007: London Roundhouse 17.10.2007
- 2007: London Roundhouse 18.10.2007
- 2007: Live at The Oblivion Ball, Makuhari Messe, Tokyo, Japan 24.11.2007 (nur in Japan)
- 2008: Köln Palladium 28.01.2008
- 2008: Rotterdam Maassilo 29.01.2008
- 2008: Amsterdam Heineken Music Hall 30.01.2008
- 2008: Brüssel Ancienne Belgique 31.01.2008
- 2008: London Roundhouse 28.02.2008
- 2008: London Roundhouse 29.02.2008
- 2008: London Brixton Academy 31.10.2008
- 2008: London Brixton Academy 1.11.2008
- 2010: iTunes Festival: London 2010
- 2011: Live from the Roundhouse
- 2016: Live at Summer Sonic 2016
- 2020: RicksDubbedOutDriftExperience (Live in Amsterdam)

### Kompilationen
| Jahr | Titel     | Höchstplatzierung, Gesamtwochen, AuszeichnungChartsChartplatzierungen (Jahr, Titel, Platzierungen, Wochen, Auszeichnungen, Anmerkungen) | Anmerkungen                            |
| Jahr | Titel     | UK | Anmerkungen                            |
| ---- | --------- | --- | -------------------------------------- |
| 2003 | 1992–2002 | UK43 Silber · (2 Wo.)UK | Erstveröffentlichung: 3. November 2003 |

Weitere Kompilationen
- 1999: Darren Emerson Mix (CD 2 enthält ein Interview)
- 2008: The Bells! The Bells! (nur in Japan, inkl. DVD)
- 2011: 1992–2012 The Anthology
- 2011: A Collection
- 2016: A Collection 2

### Soundtracks
- 2004: Wordimagesoundplay
- 2006: Breaking and Entering: Music from the Film (mit Gabriel Yared)
- 2008: Sunshine: Music from the Motion Picture (mit John Murphy)
- 2011: Frankenstein: Music from the Play
- 2019: Manchester Street Poem: Installation Score

### Remixalben
- 2003: Back to Mine
- 2009: Underworld vs. The Misterons – Athens

### Demoalben
- 1990: Underworld Demo 1 (Kassette, Eigenproduktion)

### EPs
| Jahr | Titel                  | Höchstplatzierung, Gesamtwochen, AuszeichnungChartsChartplatzierungen (Jahr, Titel, Platzierungen, Wochen, Auszeichnungen, Anmerkungen) | Anmerkungen                         |
| Jahr | Titel                  | UK | Anmerkungen                         |
| ---- | ---------------------- | --- | ----------------------------------- |
| 2018 | Teatime Dub Encounters | UK20 (1 Wo.)UK | Erstveröffentlichung: 27. Juli 2018 |

Weitere EPs
- 2005: Lovely Broken Thing (MP3 im Eigenvertrieb)
- 2005: Pizza for Eggs (MP3 im Eigenvertrieb)
- 2006: I’m a Big Sister, and I’m a Girl, and I’m a Princess, and This Is My Horse (MP3 im Eigenvertrieb)
- 2006: The Misterons Mix (MP3 im Eigenvertrieb)
- 2005: Jal to Tokyo (als MP3 veröffentlicht über iTunes Japan / Vinyl)
- 2018: Drift Episode 1: Dust
- 2019: Drift Episode 2: Atom

### Bootlegs/Inoffizielle Veröffentlichungen
- 1988: White House Studio Köln Live
- 1991: Hamburg Live
- 1996: European Club Gig
- 1997: Diving Through the B-sides Vol. 1
- 1997: Diving Through the B-sides Vol. 2
- 1999: Wonderful, Wonderful
- 2003: Peel Session 2003

### Singles
| Jahr | Titel Album                                                   | Höchstplatzierung, Gesamtwochen, AuszeichnungChartplatzierungen (Jahr, Titel, Album, Platzierungen, Wochen, Auszeichnungen, Anmerkungen) | Höchstplatzierung, Gesamtwochen, AuszeichnungChartplatzierungen (Jahr, Titel, Album, Platzierungen, Wochen, Auszeichnungen, Anmerkungen) | Höchstplatzierung, Gesamtwochen, AuszeichnungChartplatzierungen (Jahr, Titel, Album, Platzierungen, Wochen, Auszeichnungen, Anmerkungen) | Höchstplatzierung, Gesamtwochen, AuszeichnungChartplatzierungen (Jahr, Titel, Album, Platzierungen, Wochen, Auszeichnungen, Anmerkungen) | Anmerkungen |
| Jahr | Titel Album                                                   | DE | AT | UK | US | Anmerkungen |
| ---- | ------------------------------------------------------------- | --- | --- | --- | --- | --- |
| 1988 | Underneath the Radar                                          | — | — | — | US74 (8 Wo.)US | Erstveröffentlichung: Juli 1988 |
| 1989 | Stand Up Change the Weather                                   | — | — | — | US67 (8 Wo.)US | Erstveröffentlichung: 1989 |
| 1993 | Spikee / Dogman Go –                                          | — | — | UK63 (1 Wo.)UK | — | Erstveröffentlichung: 1993 |
| 1994 | Dark and Long Dubnobasswithmyheadman                          | — | — | UK57 (2 Wo.)UK | — | Erstveröffentlichung: 18. Juni 1994 |
| 1995 | Born Slippy –                                                 | — | — | UK52 Gold · (2 Wo.)UK | — | Erstveröffentlichung: Mai 1995 |
| 1996 | Pearl’s Girl Second Toughest in the Infants                   | — | — | UK22 (9 Wo.)UK | — | Erstveröffentlichung: Mai 1996 |
| 1996 | Born Slippy Nuxx Trainspotting: Music from the Motion Picture | DE13 (17 Wo.)DE | AT20 (12 Wo.)AT | UK2 Platin · (39 Wo.)UK | — | Erstveröffentlichung: 1. Juli 1996 |
| 1997 | Moaner Beaucoup Fish                                          | DE69 (3 Wo.)DE | — | UK79 (1 Wo.)UK | — | Erstveröffentlichung: 21. Juli 1997 |
| 1999 | Push Upstairs Beaucoup Fish                                   | — | — | UK12 (5 Wo.)UK | — | Erstveröffentlichung: 15. März 1999 |
| 1999 | Jumbo Beaucoup Fish                                           | — | — | UK21 (2 Wo.)UK | — | Erstveröffentlichung: 24. Mai 1999 |
| 1999 | King of Snake Beaucoup Fish                                   | — | — | UK17 (3 Wo.)UK | — | Erstveröffentlichung: 16. August 1999 |
| 2000 | Cowgirl (Live) Underworld Live: Everything, Everything        | — | — | UK24 (2 Wo.)UK | — | Erstveröffentlichung: 2000 |
| 2002 | Two Months Off A Hundred Days Off                             | DE98 (1 Wo.)DE | — | UK12 (4 Wo.)UK | — | Erstveröffentlichung: 2. September 2002 |
| 2003 | Dinosaur Adventure 3D A Hundred Days Off                      | — | — | UK34 (2 Wo.)UK | — | Erstveröffentlichung: 20. Januar 2003 |
| 2007 | Crocodile Oblivion with Bells                                 | — | — | UK93 (1 Wo.)UK | — | Erstveröffentlichung: 12. September 2007 |
| 2011 | The First Note Is Silent The Agony and the Ecstasy            | — | — | UK48 (1 Wo.)UK | — | Erstveröffentlichung: 28. Oktober 2011 High Contrast feat. Tiësto & Underworld |
| 2012 | Caliban’s Dream –                                             | — | — | UK12 (5 Wo.)UK | — | Erstveröffentlichung: 2012 feat. Dockhead Choir, Dame Evelyn Glennie, Only Men Aloud, Elizabeth Roberts, Alex Trimble, von der Eröffnungsfeier der Olympischen Sommerspiele 2012, |

Weitere Singles
- 1979: Screen Gemz – Teenage Teenage 7"
- 1988: Glory! Glory!
- 1988: Show Some Emotion (nur in USA, Kanada, Australien)
- 1988: Pray (Promo)
- 1992: Lemon Interrupt – Dirty
- 1992: Lemon Interrupt – Big Mouth
- 1992: Rez
- 1992: Mother Earth
- 1993: Mmm… Skyscraper I Love You
- 1994: Cowgirl
- 1994: Dirty Epic
- 1994: Dirty Epic / Cowgirl (USA)
- 1996: Pearl’s Girl (Remix)
- 1996: Rowla / Juanita
- 1997: Pearl’s Girl EP (USA)
- 1997: Juanita (Promo Short Edit)
- 1999: Bruce Lee
- 1999: 3 Single Box (King of Snake / Push Upstairs / Bruce Lee / Jumbo)
- 2005: Play Pig (Vinyl)
- 2005: Vanilla Monkey (Vinyl)
- 2006: Riverrun Remix Sampler (Promo)
- 2007: Crocodile Remix
- 2007: Beautiful Burnout (Promo)
- 2007: Boy, Boy, Boy (nur in Japan)
- 2008: Ring Road (Promo)
- 2009: Holding the Moth (Promo, CD-R)
- 2009: Mark Knight & D.Ramirez & Underworld – Downpipe (Promo)
- 2010: Scribble (Promo)
- 2010: Always Loved a Film (Promo)
- 2010: Bird 1 (Beatportal Remix Contest, MP3 online)

### Videoalben
- 2003: Born Slippy Nuxx

### Beiträge für Soundtracks
- 1988: Underneath the Radar, Miami Vice (Miami Vice)
- 1989: Glory! Glory!, Miami Vice Folge Im Untergrund (Miami Vice)
- 1990: Promised Land, Wilde Orchidee (Wild Orchid)
- 1996: Cowgirl, Hackers – Im Netz des FBI (Hackers)
- 1996: Born Slippy, Trainspotting – Neue Helden (Trainspotting)
- 1997: Oh, Lebe lieber ungewöhnlich (A Life Less Ordinary)
- 1997: Moaner, Batman & Robin (Batman & Robin)
- 1997: Pearl’s Girl, The Saint – Der Mann ohne Namen (The Saint)
- 2000: 8 Ball, The Beach (The Beach)
- 2006: Breaking and Entering, Breaking and Entering – Einbruch & Diebstahl (Breaking and Entering)
- 2007: Surface of the sun (Variation of "To heal") (inofficial Soundtrack to Sunshine)
- 2007: Peggy Sussed, Sunshine (Sunshine)
- 2010: Shudder/King of Snake, Biutiful (Biutiful)
- 2011: Doot-Doot, Take Me Home Tonight (Take Me Home Tonight)

## Auszeichnungen für Musikverkäufe
| Silberne Schallplatte - Europa (Impala) - 2008: für das Album Oblivion with Bells - 2010: für das Album Barking Goldene Schallplatte - Australien - 1997: für das Album Underneath the Radar - Belgien - 2007: für das Album Beaucoup Fish - Italien - 2023: für die Single Born Slippy Nuxx - Japan - 2000: für das Album Beaucoup Fish - 2002: für das Album A Hundred Days Off - 2003: für das Album 1992–2002 - Niederlande - 2000: für das Album Beaucoup Fish |

Anmerkung: Auszeichnungen in Ländern aus den Charttabellen bzw. Chartboxen sind in ebendiesen zu finden.
| Land/RegionAuszeichnungen für Musikverkäufe (Land/Region, Auszeichnungen, Verkäufe, Quellen) | Silber     | Gold       | Platin  | Verkäufe  | Quellen             |
| -------------------------------------------------------------------------------------------- | ---------- | ---------- | ------- | --------- | ------------------- |
| Australien (ARIA)                                                                            | —          | Gold1      | —       | 35.000    | aria.com.au         |
| Belgien (BRMA)                                                                               | —          | Gold1      | —       | 25.000    | ultratop.be         |
| Europa (Impala)                                                                              | 2× Silber2 | —          | —       | (60.000)  | impalamusic.org EU2 |
| Italien (FIMI)                                                                               | —          | Gold1      | —       | 50.000    | fimi.it             |
| Japan (RIAJ)                                                                                 | —          | 3× Gold3   | —       | 300.000   | riaj.or.jp          |
| Niederlande (NVPI)                                                                           | —          | Gold1      | —       | 40.000    | nvpi.nl             |
| Vereinigtes Königreich (BPI)                                                                 | Silber1    | 4× Gold4   | Platin1 | 1.360.000 | bpi.co.uk           |
| Insgesamt                                                                                    | 3× Silber3 | 11× Gold11 | Platin1 |           |                     |